# Gila (peces)

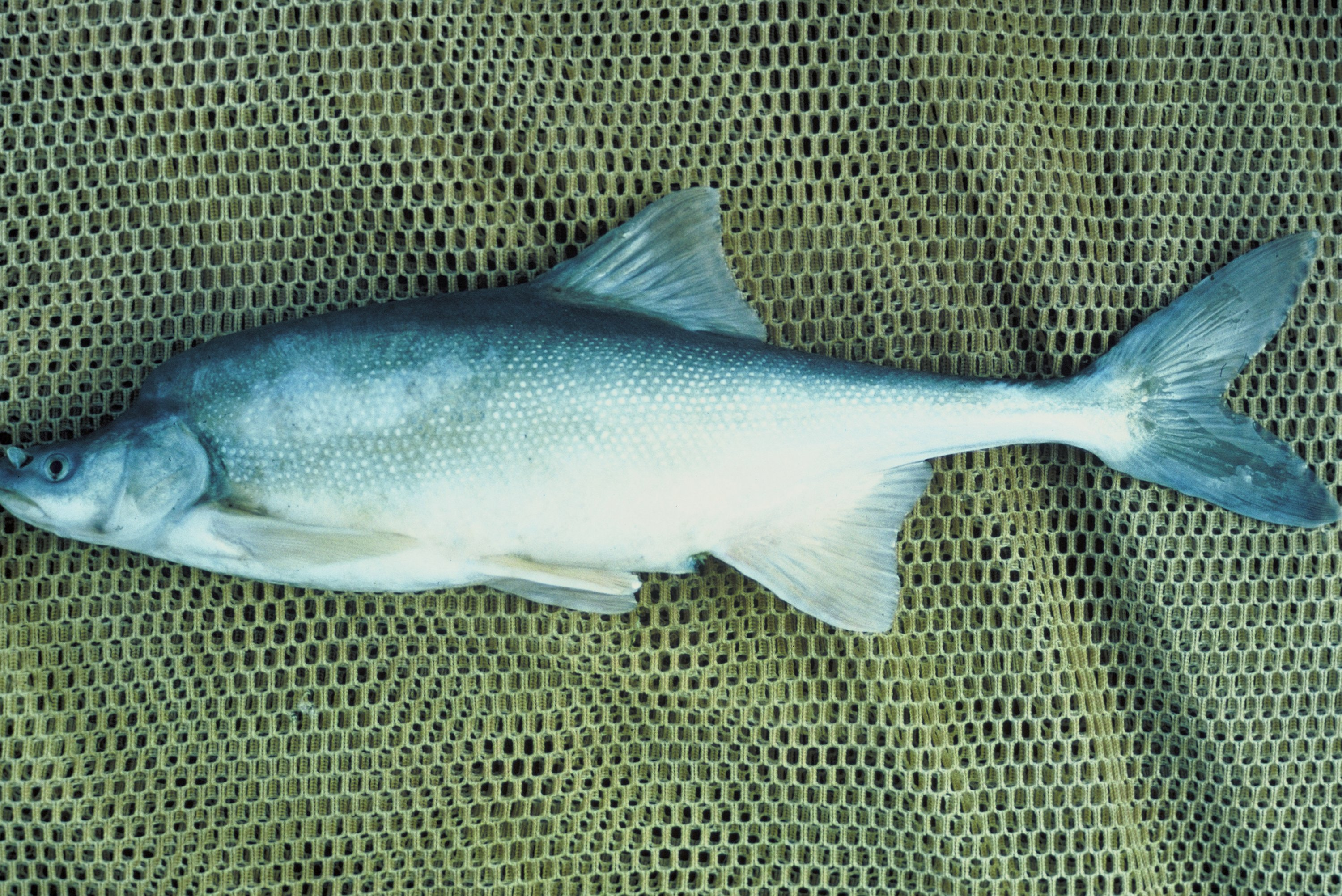
Gila cypha

El género Gila son peces ciprínidos de agua dulce incluidos en el orden Cypriniformes, distribuidos por América del Norte y América Central.
Su hábitat natural es bentopelágico de clima templado a tropical.

## Especies
Existen 23 especies agrupadas en este género:
- Género Gila:
  - Gila alvordensis (Hubbs y Miller, 1972)
  - Gila atraria (Girard, 1856)
  - Gila bicolor (Girard, 1856)
  - Gila boraxobius (Williams y Bond, 1980)
  - Gila brevicauda (Norris, Fischer y Minckley, 2003) - Carpa colicorta
  - Gila coerulea (Girard, 1856)
  - Gila conspersa (Garman, 1881)
  - Gila crassicauda (Baird y Girard, 1854)
  - Gila cypha (Miller, 1946)
  - Gila ditaenia (Miller, 1945) - Carpa sonorense
  - Gila elegans (Baird and Girard, 1853 ) - Carpa elegante
  - Gila eremica (DeMarais, 1991) - Carpa del desierto.
  - Gila intermedia (Girard, 1856) - Carpa del Gila
  - Gila minacae (Meek, 1902) - Carpa cola redonda mexicana.
  - Gila modesta (Garman, 1881) - Carpa de Saltillo.
  - Gila nigra (Cope, 1875)
  - Gila nigrescens (Girard, 1856) - Carpa de Chihuahua
  - Gila orcuttii (Eigenmann y Eigenmann, 1890)
  - Gila pandora (Cope, 1872)
  - Gila pulchra (Girard, 1856) - Carpa del Conchos.
  - Gila purpurea (Girard, 1856) - Carpa púrpura
  - Gila robusta (Baird y Girard, 1853)
  - Gila seminuda (Cope y Yarrow, 1875 )